# Trojan (datorspel)
Trojan (闘いの挽歌 Tatakai no Banka?, bokstavligen "Requiem for Battle") är ett sidscrollande dator/TV-spel utvecklat av Capcom och ursprungligen släppt som arkadspel 1986.  Arkadspelet utgavs i Nordamerika av Romstar och finns med på Capcom Classics Collection Vol. 1 till PS2 och Xbox.
Hemversioner till DOS och NES släpptes samma år.

## Handling
Spelet utspelar sig i en postapokalyptisk framtid, efter ett kärnvapenkrig, där huvudpersonen är en krigare som skall besegra en ond diktator. Hjälten är beväpnad med svärd och sköld, men är också skicklig i kampsport.

### Fotnoter
1. 1 2 3  ”Trojan”. NES DB. 28 februari 1986. Arkiverad från originalet den 26 april 2014. https://web.archive.org/web/20140426232404/http://www.nesdb.se/game_more.php?id=1449&rid=1. Läst 26 april 2014.
2. ↑  ”Trojan”. The International Arcade Museum. http://www.arcade-museum.com/game_detail.php?game_id=10202. Läst 26 april 2014.
3. ↑  ”Promotional brochure for Trojan at The Arcade Flyers Archive”. http://flyers.arcade-museum.com/?page=flyer&db=videodb&id=1243&image=2.